# Lappjagd

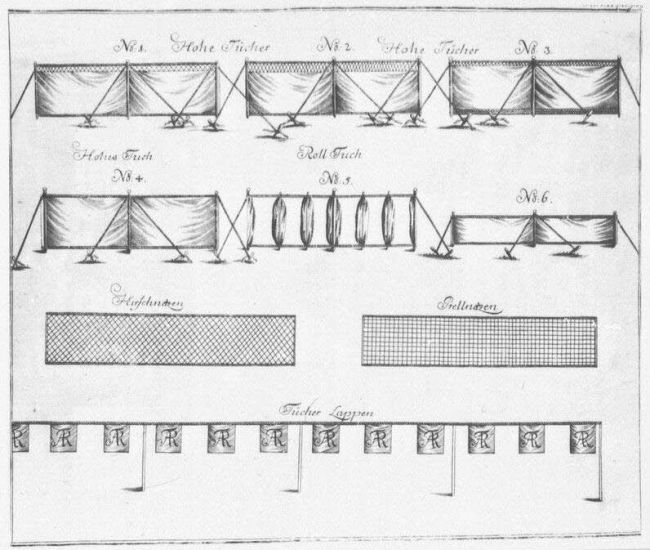
Verschiedene Formen von Jagdlappen (unten) und -tüchern (oben), aus: Döbel, Wilhelm Heinrich: Vollkommene Jaeger-Practica. Leipzig 1746, S. 18

Bei der Lappjagd (auch Lappenjagd oder Lappenjagen) handelt es sich um eine Treib- bzw. Drückjagd, bei der das bejagte Gebiet zuvor mit an Leinen (Archen) aufgehängten (Stoff-)Lappen oder Federbündeln (Blendzeug) umspannt wird, um damit flüchtende Tiere in bestimmte Richtungen zu lenken oder am Ausbrechen aus dem Treiben zu hindern. Historisch waren die verwendeten Stofflappen oft mit dem Wappen des Jagdherren versehen. Heute wird die Lappjagd hauptsächlich noch zum Fang von Wölfen für Forschungszwecke oder Umsiedlungen angewandt.

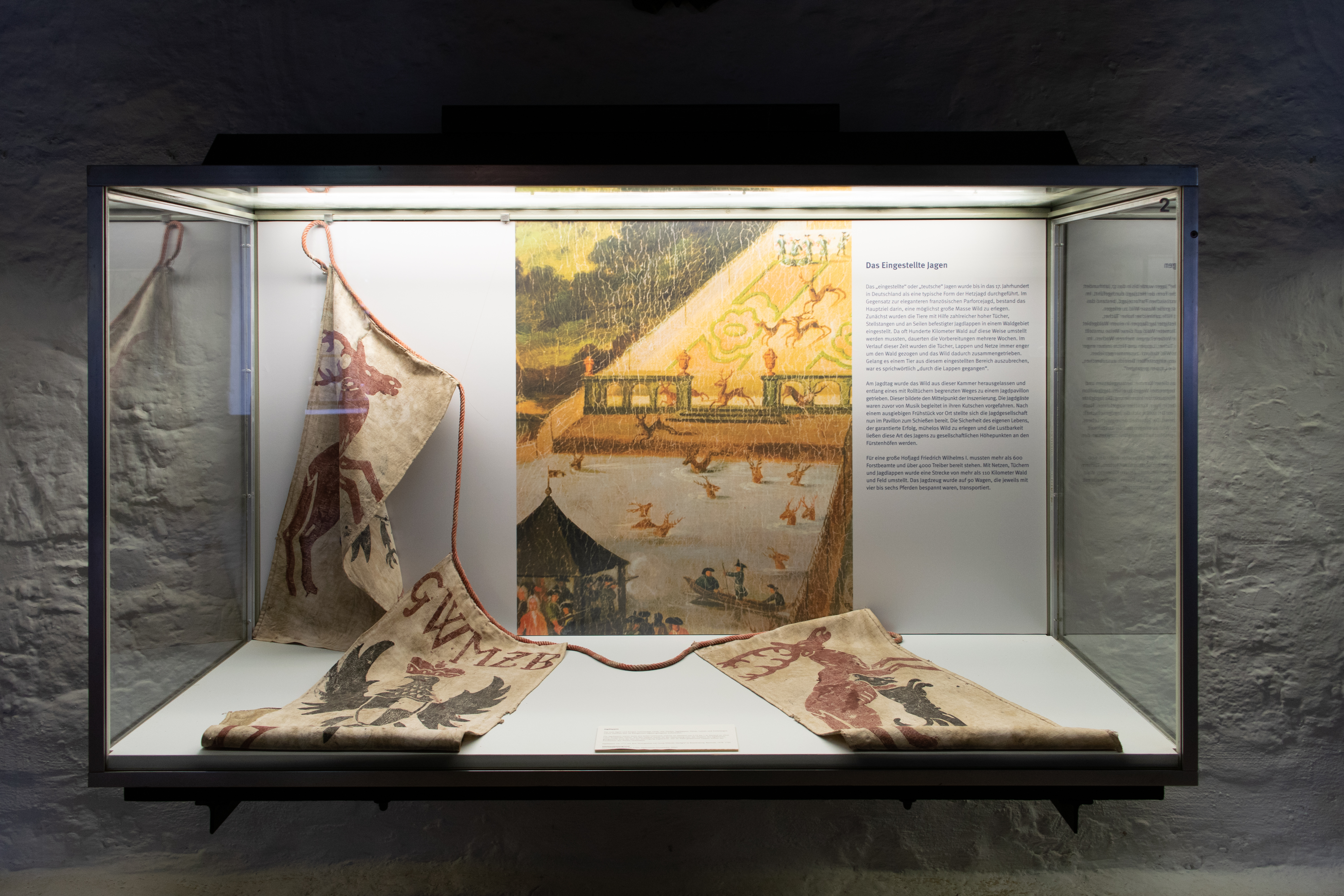
Jagdlappen im Jagdschloss Grunewald

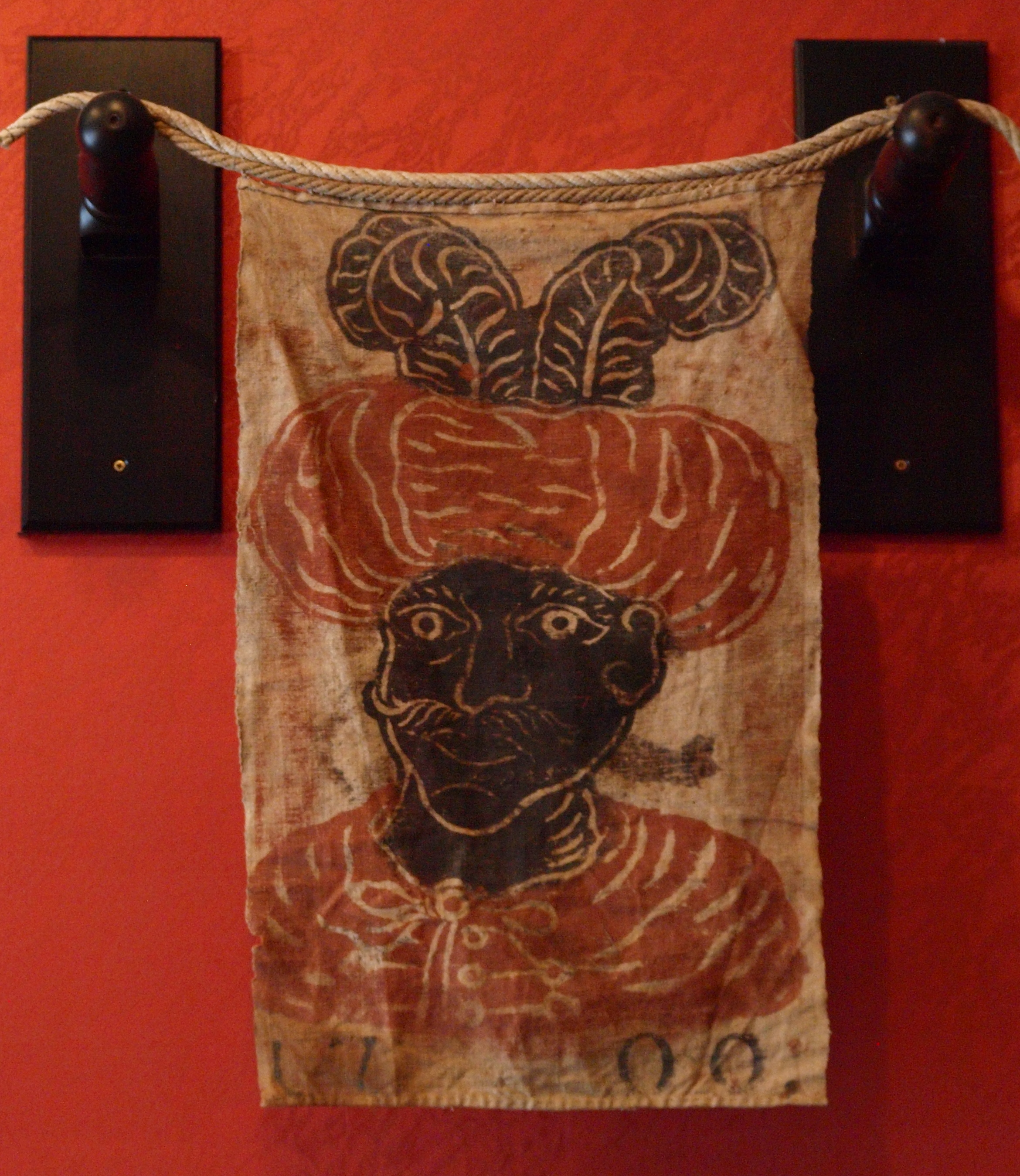
Jagdlappen aus Schloss Clemenswerth mit der Darstellung eines Mohren und der Jahreszahl 1700

## Sprichwort
„Durch die Lappen gehen“ im Sinne von „entkommen, entgehen“ ist eine aus der Jägersprache entlehnte und seit dem 18. Jahrhundert belegte Redensart, die auf den Umstand verweist, dass, obwohl viele tatsächlich vor den aufgehängten Lappen zurückschrecken, immer wieder einige Tiere die Absperrung durchbrechen und somit buchstäblich „durch die Lappen gehen“.